# Dairín González
Dairín González Mosquera (Istmina, 4 giugno 1990) è un calciatore colombiano, difensore del Cibao.

## Carriera
Ha giocato nella massima serie dei campionati colombiano e boliviano.